# Ficus copiosa
Ficus copiosa är en mullbärsväxtart som beskrevs av Ernst Gottlieb von Steudel. Ficus copiosa ingår i släktet fikonsläktet, och familjen mullbärsväxter. Inga underarter finns listade i Catalogue of Life.